# A Liverpool FC 2009–2010-es szezonja
Ez a szócikk a Liverpool FC 2009–2010-es szezonjáról szól, mely a 118. volt a csapat fennállása óta, zsinórban 47. az angol élvonalban.
A csapat az angol bajnokságban a hetedik helyen végzett, mellyel indulhattak a 2010–2011-es Európa-ligában. Egy ponttal maradtak le a hatodik Aston Villától és 2 ponttal előzték meg a városi rivális Evertont.
A Ligakupában a negyedik, az FA-kupában pedig a harmadik körben estek ki.
Európai szinten kiestek a Bajnokok Ligája csoportköréből, majd az Európa-ligában az elődöntőkig jutottak.

## Mezek
| Hazai mez | Kapusmez |

| Idegenbeli mez |

| Harmadik mez |

## Igazolások

### Érkezők
| Dátum               | Név                  | Nemzetiség | Poszt       | Honnan          | Ár              |
| ------------------- | -------------------- | ---------- | ----------- | --------------- | --------------- |
| 2009. június 26.    | Glen Johnson         | angol      | jobbhátvéd  | Portsmouth      | 17 500 000 font |
| 2009. július 11.    | Chris Mavinga        | francia    | hátvéd      | PSG             | ismeretlen      |
| 2009. augusztus 7.  | Alberto Aquilani     | olasz      | középpályás | AS Roma         | 17 100 000 font |
| 2009. augusztus 21. | Szotíriosz Kirjákosz | görög      | hátvéd      | AÉK Athén       | 2 000 000 font  |
| 2010. január 13.    | Maxi Rodríguez       | argentin   | középpályás | Atlético Madrid | ingyen          |

### Távozók
| Dátum              | Név              | Nemzetiség | Poszt              | Hova              | Ár              |
| ------------------ | ---------------- | ---------- | ------------------ | ----------------- | --------------- |
| 2009. május 4.     | Sami Hyypiä      | finn       | hátvéd             | Bayer Leverkusen  | ingyen          |
| 2009. június 30.   | Astrit Ajdarević | svéd       | támadó középpályás | Leicester City    | ingyen          |
| 2009. június 30.   | Paul Anderson    | angol      | középpályás        | Nottingham Forest | 250 000 font    |
| 2009. július 1.    | Miki Roque       | spanyol    | hátvéd             | Real Betis B      | ingyen          |
| 2009. július 1.    | Sebastián Leto   | argentin   | középpályás        | Panathinaikósz    | 3 000 000 font  |
| 2009. július 10.   | Jermaine Pennant | angol      | szélső             | Real Zaragoza     | ingyen          |
| 2009. július 30.   | Álvaro Arbeloa   | spanyol    | jobbhátvéd         | Real Madrid       | 3 500 000 font  |
| 2009. augusztus 5. | Xabi Alonso      | spanyol    | középpályás        | Real Madrid       | 30 000 000 font |
| 2010. január 8.    | Andrea Dossena   | olasz      | balhátvéd          | Napoli            | 4 250 000 euró  |
| 2010. január 10.   | Andrij Voronyin  | ukrán      | csatár             | Gyinamo Moszkva   | 2 000 000 font  |
| 2010. február 5.   | Nikolaj Mihajlov | bolgár     | kapus              | Twente            | 1 500 000 font  |

## A szezon

### Bajnokság
A 2009–2010-es idényt a csapat nagyon felemásan kezdte. Először is a felkészülési meccsek nem úgy sikerültek a Liverpoolnak, mint ahogy azt eltervezték. A svájci FC St. Gallen elleni 0–0 után 1–0-ra kikaptak az osztrák Rapid Wientől, később a spanyol Espanyoltól 3–0-ra, az Atlético de Madridtól pedig 2–1-re kaptak ki. Ezek mellett volt még egy döntetlenjük és két győzelmük is, de mégis nyerhető meccseket veszítettek el. Ráadásul az átigazolási időszakban a Liverpool kissé talán meggyengült (bár erre csak a szezon egésze láttán kaphat választ az ember), ugyanis elment a csapattól a spanyol Álvaro Arbeloa és Xabi Alonso is (mindketten a Real Madridhoz), az év elején pedig a középpályára az AS Romából leigazolt Alberto Aquilani lesérült még a szezon kezdete előtt, valamint még további sérülések is nehezítették a klub dolgát (Agger és Fábio Aurélio). Így viszonylag rossz előjelekkel vágtak neki a Vörösök az idénynek. A bajnokság első fordulójában idegenben vesztettek is a Tottenham Hotspur ellen (2–1 a Spursnek), utána viszont a Stoke Cityt 4–0-ra legyőzték otthon. Ezek után az Anfielden kapott ki a Liverpool 3–1-re az Aston Villától, majd egy nagyon nehéz meccsen, idegenben győzték le 3–2-re a Bolton Wandererst. Az előbb említett meccsek során tulajdonképpen két játékos játszott jó formában, a kapus Pepe Reina, és az új szerzemény, a jobbhátvéd Glen Johnson. A Liverpool következő ellenfele az újonc Burnley volt. A Burnley nagy meglepetést okozva legyőzte a Manchester Unitedet 1–0-ra, viszont a papírformának megfelelően kikapott például a Chelsea-től 3–0-ra. Ezek után a Vörösök kemény meccsre számíthattak, ám simán 4–0-ra legyőzték ellenfelüket (az izraeli Benajun mesterhármast rúgott, és a holland Kuijt lőtt még gólt). A Bajnokok Ligájában a Liverpool a francia Lyonnal, az olasz Fiorentinával és a magyar Debreceni VSC-vel került össze. Az első meccs az Anfielden volt 2009. szeptember 16-án, ahol az első ellenfél a magyar bajnok volt. A mérkőzés 1–0-ra végződött a Vörösök javára (Kuijt szerzett gólt a 45+1. percben). A Debrecen jól játszott, keményen védekezett és néhány veszélyes helyzetet is ki tudott alakítani, de a meccsen a Liverpool érvényesült jobban (bár a Vörösök nem játszottak jó formában). A magyar csapat megmutatta, hogy kemény ellenfél lehet a csoportban, szinte minden csapat számára. A Debrecen elismerését az is jelzi, hogy még az angol szurkolók is megtapsolták őket (ez jelzi egyébként a liverpooliak sportszerűségét is). Ezután egy újabb 3–2-es meccs következett a West Ham United ellen Londonban, majd egy jóval magabiztosabb találkozó a Hull City ellen volt az Anfielden. A Liverpool 6–1-re ütötte ki a Hull Cityt (Torres mesterhármast, Gerrard egy gólt lőtt, valamint a csereként beálló holland Ryan Babel is szerzett két gólt, a Vörösöknél szinte mindenki jól teljesített). A Hull City elleni meccs után a Liverpool 2009. szeptember 29-én Firenzébe, az Artemio Franchi Stadionba látogatott a Fiorentina elleni Bajnokok Ligája-meccsre. A meccs nem úgy alakult, ahogy a liverpooliak előzetesen várhatták volna (a hétvégi Hull elleni eredményt szem előtt tartva), a Fiorentina jól játszva, megszerezte a vezetést, a Liverpool támadói nem tudtak érdemben sokat hozzátenni a játékhoz, viszont a Fiorentina rúgott még egy gólt és jól játszva begyűjtötte a három pontot a Vörösök ellen. Ezzel a meccsel a Liverpool ekkor a Bajnokok Ligája csoportjának harmadik helyére került. A BL-ben a következő ellenfél a francia Lyon volt, hazai pályán. A Liverpoolnak a győzelem fontos lett volna, hogy megkönnyítse az esetleges továbbjutását a csoportból, de míg a Fiorentina elképesztő meccsen 4–3-ra legyőzte a Debrecent, addig a Lyon fordítani tudott a (sok sérült miatt) tartalékosan felálló Liverpool ellen (a meccs az utolsó percben dőlt el 2–1-re). A franciaországi visszavágót sem sikerült megnyernie a csapatnak, szintén az utolsó percekben esett gólnak köszönhetően 1–1-gyel zárult a meccs. A Fiorentina elleni BL-meccs után következett a Liverpool első nagy rangadója az évben, a Chelsea ellen, idegenben. Mivel ugyanebben a fordulóban a Manchester United hazai pályán csak egy 2–2-es döntetlent ért el a Sunderland ellen, nem volt mindegy egyik csapatnak sem, hogy ki gyűjti be a három pontot. Ha a Liverpool, feljön a második helyre, a legjobb gólkülönbséggel, a Manchester United mögé, ha a Chelsea, akkor a Kékek lesznek a listavezetők, ráadásul ezek után egy hetes szünet következett az angol bajnokságban is, a nemzetközi világbajnoki selejtezők miatt. A Vörösöket sokan kísérték el Londonba, ám csalódniuk kellett, mivel a 'Pool – bár kiélezett meccset játszott – kikaptak 2–0-ra. Ezek után a bajnokságban a csapat október 17-én a Sunderland otthonába látogatott. Ez a meccs sem úgy alakult a Liverpool számára, ahogy remélték a Vörösök szurkolói, és rá kellett jönniük, hogy a Liverpool hullámvölgybe került. A Sunderland elleni meccsen, az idény egyik legtragikomikusabb góljával a Sunderland nyert (az 5. percben ugyanis a kapu és Reina felé tartó sunderlandi lövés egy strandlabdán irányt változtatva – így megzavarva a kapust – pattant a hálóba, és a meccs ezzel a góllal dőlt el; ráadásul a labdát a felvételek alapján egy liverpooli szurkoló, egy kisfiú ütötte a pályára). A meccset az eset miatt nem játszatták újra, bár ez a labda nem volt a pálya része, és így a szabályok értelmében érvénytelen lenne a gól, a bíró megadta a találatot. A 'Pool tehát a bajnokságban is igen nehéz helyzetbe került, mivel ezzel a vereséggel a nyolcadik helyig csúsztak vissza a tabellán, ráadásul a legközelebbi bajnoki találkozójuk, a listavezető, címvédő és ráadásul legnagyobb rivális, a Manchester United ellen volt, 2009. október 25-én, az Anfielden (a várakozásoknak megfelelően a hangulat még paprikásabb volt a meccsen, hiszen tavaly a Liverpool oda-vissza legyőzte a MU-t: 2–1-re és az Old Traffordon 4–1-re). A várakozásoktól eltérően a Liverpool (bár Gerrard nem játszott, de végül Torres és Johnson igen) 2–0-ra legyőzte a Manchester Unitedet. A vezetést Torres szerezte meg, majd miután a Manchester mindent feltéve támadt, végül egy liverpooli kontrából a hosszabbítás utolsó utáni percében született meg David N'Gog találata, így kialakult a végeredmény. Az eseményekhez hozzátartozik, hogy az utolsó percekben kiállították a szerb Nemanja Vidićet a MU-tól, majd az argentin Javier Mascherano is megkapta a piros lapot a Liverpoolból. Mindezek mellett, a '90-es években a Liverpoollal szép eredményeket elérő Michael Owen is a pályára lépett – hatalmas füttyszó közepette – hiszen ezúttal a Manchester United mezét viselte. A Vörösök következő meccse az Arsenal elleni Ligakupa-találkozó volt. A csapat következő bajnokijára október utolsó napján került sor Londonban, a Fulham ellen. Ez a meccs sem ígérkezett egyértelműen könnyűnek, hiszen a Fulham az előző fordulóban az idén szépen szereplő Manchester City csapatával, idegenben, 2–2-es döntetlent ért el. A meccs ennek megfelelően is alakult, nehéz meccset játszott egymással a két csapat. A Fulham szerzett vezetést, a Liverpool egyenlített, majd a Fulham a hajrában még két gólt lőtt, így a Vörösök 3–1-es vereséggel tértek haza Liverpoolba (később a Manchester United is kikapott a Fulhamtől, méghozzá 3–0-ra szintén Londonban). Ez idő alatt a Liverpool sérülés miatt nélkülözte legmeghatározóbb alapemberét, Steven Gerrardot (sokan úgy gondolták, hogy a sérülések miatt szerepel ilyen gyengén a 'Pool). A Liverpool ezzel az eredménnyel, visszakerült arra a helyre a tabellán, amelyen a Manchester United elleni győzelem előtt tartózkodott. A vereséget két 2–2-es eredmény követte otthon, előbb a Birmingham City, majd a Manchester City ellen. Ezután legyőzték a városi rivális Evertont idegenben, de ezt egy gól nélküli döntetlen követte a Blackburn otthonában, majd egy 1–2-es vereség az Anfielden az Arsenaltól. Az Arsenal ellen vezetést szereztek, de az ágyúsok fordítani tudtak, így végül a londoniak nyertek 1–2-re. Három nappal később hétközi fordulón legyőzték a Wigant 2–1-re. Utána viszont 2–0-ra kikaptak az utolsó Portsmouth gárdájától. A Liverpool az első félidőben jobban játszott, de a sereghajtó jól tartotta magát, ráadásul Mascheranot kiállították. A Vörösök mentek az eredmény után, de az egyenlítés helyett egy újabb Portsmouth gól következett. Ez után a Liverpool hazai pályán küzdelmes meccsen legyőzte a Wolverhampton Wandererst 2–0-ra. A Vörösök ez után sorsdöntő mérkőzésre készültek, ugyanis idegenbe az akkor negyedik Aston Villa otthonába utaztak. Ha győznek életben tartják reményüket, hogy visszakerüljenek a legjobb négy közé, vereség esetén viszont nagyon eltávolodtak volna céljuktól. Ráadásul a szezon elején az idei év egyik liverpooli szempontjából a legfájóbb vereségét, pont a birminghami Aston Villától szenvedték el, 3–1-re vesztettek hazai pályán az Anfielden. A meccset 2009. december 29-én lejátszották az Aston Villa otthonában (Villa Park) és a Liverpool végül egy kései (92. percben szerzett) Fernando Torres góllal győzött, tehát végül a Birminghambe is ellátogató több ezer Liverpool FC szurkoló ünnepelhetett. Ezzel a győzelemmel a Liverpool még mindig versenyben van a negyedik hely megszerzéséért, azért, hogy jövőre a csapat ismét a Bajnokok Ligájában szerepelhessen. Már a Wolves elleni meccs után a sérültek már szinte mind felépültek, de a Liverpool játéka még így is akadozott, így nem, meglepő, hogy Rafael Benítez jelentős erősítéseket helyezett kilátásba a téli játékosigazolási időszakra. A csapatot 4-5 komolyabb névvel is összefüggésbe hozták már, de ez természetesen csak a jövő zenéje. A Liverpool legközelebbi bajnokija a Stoke City ellen lesz január 16-án, ugyanis az Angliában uralkodó kemény téli időjárás miatt többek között a január 10-i Tottenham elleni találkozót is elhalasztották. A Stoke City utáni mérkőzés után, a hétközi bajnoki forduló folyamán bepótolják a Liverpool Tottenham elleni meccsét is. A Spurs elleni meccs, már most előre is szintén sorsdöntőnek bizonyul, hiszen az ellenfél, az idén stabilan, jól teljesítő, londoni Tottenham Hotspur. A Spurs (Tottenham Hotspur) érte el az idei év legnagyobb arányú győzelmét (9-1 a Wigan ellen), ráadásul olyan meccseket játszott, mint: 5–0 a Burnley és 1–5 a Hull City ellen. Igaz a nagyoktól kikaptak. Jelenleg pedig a negyedik helyen áll, két ponttal megelőzve ezzel a még mindig gyengélkedő Liverpoolt, amelynek a legminimálisabb bajnoki célja a Spurs által jelenleg elfoglalt negyedik hely, így a Vörösöknek muszáj lenne győzniük, bár valószínűleg rendkívül nehéz meccs vár rájuk, az idén tényleg jól szereplő Spurs ellen (időközben annyi változás történt, hogy a Manchester City bepótolta elmaradt meccsét a Blackburn Rovers ellen. A City 4–1-re győzött, így feljött a negyedik helyre, a Spurs pedig az ötödikre csúszott. Ettől függetlenül a Liverpoolnak továbbra is létszükséglet legyőzni a Tottenhamet). A Tottenhammel a Liverpool a Stoke City elleni meccs után (2010. január 16.), 2010. január 20-án játszik, pótolja be az időjárási körülmények miatt elmaradt meccsét, az Anfielden (az idény első meccsét, mely a két csapat első meccse is volt, a Spurs nyerte 2–1-re). Előtte viszont a Liverpool legfontosabb célja a Stoke City legyőzése lehet, hiszen ettől is sok függ. A Liverpool tulajdonképpen, már nem sokat hibázhat, ha valóban a negyedik helyre fel akar érni, minden meccs fontos a Vörösök számára ebből a szempontból. Ehhez képest a Liverpool hibázott, illetve nem lehet jó teljesítmények mondani ránézésre, hogy egy 1-1-es döntetlent játszott a Stoke ellen. Viszont meg kell említeni, hogy a Liverpool kénytelen volt tartalékosan felállni, hiszen Steven Gerrard, Fernando Torres, Josszi Benayoun a Reading elleni FA kupa meccsen mind megsérültek, és az utóbbi idők egyik húzó embere, Glenn Johnson is sérüléssel bajlódik már jó ideje, így egyikük sem játszhatott, ez pedig azt jelenti, hogy a Liverpool közel sem a legerősebb 11 játékosával lépett pályára, igaz Pepe Reina felgyógyult és újra védte a Vörösök kapuját, valamint az új szerzemény, Maxi Rodríguez bemutatkozhatott a Liverpool mezében (igaz csak a második félidőben). A meccs első részében valamivel jobban játszott a Liverpool, de nem volt áttörő a játéka és a Stoke is hasonlóan játszott. A Liverpool végül is kigyötörte a vezető gólt, ám a Stoke a 90. perchez közel kiegyenlített. Ezek után még Kujt fejelt egy hatalmas kapufát a hosszabbításban, a végeredmény pedig 1–1 lett. A bírói döntéshozatalokat is lehet meg kell említeni, hiszen a Liverpoolnak egy jogos 11-est nem adtak meg, amely átformálhatta volna a meccs képét. Ez a meccs jellemezte a Liverpool szinte egész idei idényét. Rengeteg sérült, akadozó játék és az utolsó pillanatban elvesztett győzelem. Bár az eredmény 1–1, tehát döntetlen lett, ez a Liverpoolnak egy vereséggel ért fel. Annyi viszont valamelyest öröm lehetett a Liverpoolnak és szurkolóinak, hogy a vetélytársak, akik a negyedik helyért küzdenek, így az Aston Villa és a Tottenham Hotspur is döntetlent játszottak, a Manchester City pedig 2–0-ra kikapott az Evertontól, tehát a Liverpool végeredményben nem került messzebb a negyedik helytől (igaz ha nyernek már csak egy lépésre lennének tőle). Tehát a Stoke elleni meccs nem úgy alakult ahogy abban a Vörösök bíztak, de jelentősebb hátrányt, a versenytársak botlásai miatt nem szedtek össze. Ezek után következett a rendkívül nagy fontossággal bíró Tottenham elleni meccs a hétközi forduló során. A Liverpool rendkívül nehéz, kemény meccsre számíthatott, elsősorban rendkívül sok sérültje miatt és a nyomás is nagy volt, mivel ha a negyedik helyre oda akarnak érni, muszáj legyőzni a Tottenhamet. A Liverpool sok sérültje miatt (Gerrard, Torres, Benajun, Johnson) közel sem legerősebb keretével tudott felállni, de akik a pályán voltak, azok hajtottak, küzdöttek. A Tottenham játékosai is így tettek, így egy feszült hangulatú, kemény, nehéz mérkőzés alakult ki. A küzdelmes meccsen az első gólt a Liverpool szerezte. Az egyre jobb formában játszó Alberto Aquilani passzát követően Dirk Kujt szerzett vezetést a Poolnak a hatodik percben. A meccs képe továbbra sem változott, a Liverpool összességében jól játszott és bár tartalékosan is, de biztosan begyűjtötték a fontos 3 pontot, főleg úgy, hogy Kujt duplázni tudott (a holland a 90. percben ismét betalált, ezúttal büntetőből). A meccs végeredménye tehát Liverpool 2–0 Tottenham Hotspur.

### FA-kupa
A Liverpool FC számára az FA-kupa 2010. január 2-án kezdődött. Első ellenfelük a másodosztályú játszó Reading volt (a Reading a másodosztályban a 20. helyen állt ekkor 24 csapatból). A meccs változatos volt, a Reading először a 14. percben szerzett gólt, de les miatt érvénytelenítették a találatot. Majd a Reading szerzett egy érvényes gólt is, ezt már Simon Church a 24. percben lőtte. Ezek után a Vörösök szereztek gólt, a 36. percben Steven Gerrard vette be Federici kapuját (akit a 69. percben sérülése mi le kellett cserélni). A 77. percben a Liverpool is szerzett egy lesgólt (Dirk Kuijt volt lesen). A meccs egy Torres-helyzettel a 94. percben ért véget (a gólok mellett 2 sárga lap is született, egy-egy mind a két oldalon). Ezzel a Liverpool egy 1–1-es döntetlent játszott a Reading otthonában, így a továbbjutásért visszavágóra kényszerülnek, de azt már az Anfielden fogják játszani, 2010. január 13-án. Ha a Liverpool legyőzné a Readinget, az már biztos, hogy következő ellenfele az első osztályú Burnley csapata lenne. Viszont meglepetésre a Reading nyert az Anfielden 2-1-re. A Liverpool nem játszott jól a vezetést pedig öngólból szerezte az első félidőben. A második félidőre bár a Vörösök feljavultak és a Readingnek komolyabb helyzete sem volt, végül a Reading szerzett még két gólt a hosszabbítás perceiben (ugyanis a 90 perc alatt nem tudtak dűlőre jutni a csapatok). Ezzel az eredménnyel a Liverpool búcsozott az FA kupától is, így a Liverpool lett a második nagy kieső ebben a kupasorozatban (korábban nagy meglepetésre a harmadosztályú Leeds United búcsúztatta a Manchester Unitedtet).

### Carling Cup (Angol Ligakupa)
A Liverpool csapata az Angol Ligakupában (Carling Cup) a Leeds Uniteddel került össze (a meccsre 2009. szeptember 23-án került sor az Elland Roadon, a Leeds otthonában). A Liverpool tartalékos csapattal felállva 0–1-re tudott győzni az ekkor harmadosztályú, egykoron szebb napokat megélt Leeds United ellen. Ezek után a Liverpool nem kisebb ellenfelet kapott, mint a londoni Arsenalt. A mérkőzésre a két csapat között október 28-án került sor az Emirates Stadionban, az Arsenal otthonában. A két (egyébként tartalékos csapat) változatos, jó meccset játszott. Az Arsenal szerzett vezetést egy szépségdíjas találattal, majd a Liverpool egyenlített egy hasonlóan szép góllal. Végül az Arsenal a második félidő első részében ismét megszerezte a vezetést. Előnyét a meccs végéig megőrizte, így a Liverpool kiesett a Ligakupából, az Arsenal pedig a legjobb nyolc közé került.

## Mérkőzések

### Bajnokság
| 2009. augusztus 16. 16:00 (WEST) |

| Tottenham Hotspur            | 2 – 1               | Liverpool              |
| ---------------------------- | ------------------- | ---------------------- |
| Assou-Ekotto 44' Bassong 59' | (1 – 0) Jegyzőkönyv | Gerrard 55' (11-esből) |

| White Hart Lane, London (Anglia) Nézőszám: 35 935 Játékvezető: Phil Dowd |

| 2009. augusztus 19. 20:00 (WEST) |

| Liverpool                                 | 4 – 0               | Stoke City |
| ----------------------------------------- | ------------------- | ---------- |
| Torres 4' Johnson 45' Kuijt 78' N'Gog 90' | (2 – 0) Jegyzőkönyv |            |

| Anfield, Liverpool (Anglia) Nézőszám: 44 318 Játékvezető: Peter Walton |

| 2009. augusztus 24. 20:00 (WEST) |

| Liverpool  | 1 – 3               | Aston Villa                                            |
| ---------- | ------------------- | ------------------------------------------------------ |
| Torres 72' | (0 – 2) Jegyzőkönyv | Lucas 34' (öngól) Davies 45+2' A. Young 75' (11-esből) |

| Anfield, Liverpool (Anglia) Nézőszám: 43 667 Játékvezető: Martin Atkinson |

| 2009. augusztus 29. 15:00 (WEST) |

| Bolton Wanderers           | 2 – 3               | Liverpool                          |
| -------------------------- | ------------------- | ---------------------------------- |
| Davies 33' Cohen 47' Davis | (1 – 1) Jegyzőkönyv | Johnson 41' Torres 57' Gerrard 83' |

| Reebok Stadion, Bolton (Anglia) Nézőszám: 23 284 Játékvezető: Alan Wiley |

| 2009. szeptember 12. 15:00 (WEST) |

| Liverpool                     | 4 – 0               | Burnley |
| ----------------------------- | ------------------- | ------- |
| Benajun 27' 61' 81' Kuijt 41' | (2 – 0) Jegyzőkönyv |         |

| Anfield, Liverpool (Anglia) Nézőszám: 43 817 Játékvezető: Lee Mason |

| 2009. szeptember 19. 17:30 (WEST) |

| West Ham United                    | 2 – 3               | Liverpool                |
| ---------------------------------- | ------------------- | ------------------------ |
| Diamanti 29' (11-esből) Cole 45+1' | (2 – 2) Jegyzőkönyv | Torres 20' 74' Kuijt 41' |

| Upton Park, London (Anglia) Nézőszám: 34 658 Játékvezető: Andre Marriner |

| 2009. szeptember 26. 15:00 (WEST) |

| Liverpool                                      | 6 – 1               | Hull City    |
| ---------------------------------------------- | ------------------- | ------------ |
| Torres 12' 28' 48' Gerrard 61' Babel 88' 90+1' | (2 – 1) Jegyzőkönyv | Geovanni 15' |

| Anfield, Liverpool (Anglia) Nézőszám: 44 392 Játékvezető: Peter Walton |

| 2009. október 4. 16:00 (WEST) |

| Chelsea                  | 2 – 0               | Liverpool |
| ------------------------ | ------------------- | --------- |
| Anelka 60' Malouda 90+1' | (0 – 0) Jegyzőkönyv |           |

| Stamford Bridge, London (Anglia) Nézőszám: 41 732 Játékvezető: Martin Atkinson |

| 2009. október 17. 15:00 (WEST) |

| Sunderland | 1 – 0               | Liverpool |
| ---------- | ------------------- | --------- |
| Bent 5'    | (1 – 0) Jegyzőkönyv |           |

| Stadium of Light, Sunderland (Anglia) Nézőszám: 47 327 Játékvezető: Mike Jones |

| 2009. október 25. 14:00 (WET) |

| Liverpool              | 2 – 0               | Manchester United |
| ---------------------- | ------------------- | ----------------- |
| Torres 64' N'Gog 90+6' | (0 – 0) Jegyzőkönyv | Vidić 75′, 89′    |

| Anfield, Liverpool (Anglia) Nézőszám: 44 188 Játékvezető: Andre Marriner |

| 2009. október 31. 15:00 (WET) |

| Fulham                             | 3 – 1               | Liverpool  |
| ---------------------------------- | ------------------- | ---------- |
| Zamora 23' Nevland 73' Dempsey 87' | (1 – 1) Jegyzőkönyv | Torres 42' |

| Craven Cottage, London (Anglia) Nézőszám: 25 700 Játékvezető: Lee Mason |

| 2009. november 9. 20:00 |

| Liverpool                     | 2 – 2               | Birmingham City          |
| ----------------------------- | ------------------- | ------------------------ |
| N'Gog 13' Gerrard 71' (11-es) | (1 – 2) Jegyzőkönyv | Benítez 26' Jerome 45+3' |

| Anfield, Liverpool (Anglia) Nézőszám: 42 560 Játékvezető: Peter Walton |

| 2009. november 21. 12:45 |

| Liverpool                      | 2 – 2               | Manchester City          |
| ------------------------------ | ------------------- | ------------------------ |
| Škrtel 50' Benajun 77' (11-es) | (0 – 0) Jegyzőkönyv | Adebayor 69' Ireland 76' |

| Anfield, Liverpool (Anglia) Nézőszám: 44 164 Játékvezető: Phil Dowd |

| 2009. november 29. 13:30 |

| Everton | 0 – 2               | Liverpool               |
| ------- | ------------------- | ----------------------- |
|         | (0 – 1) Jegyzőkönyv | Yobo 12' (ög) Kuijt 80' |

| Anfield, Liverpool (Anglia) Nézőszám: 39 652 Játékvezető: Alan Wiley |

| 2009. december 5. 15:00 |

| Blackburn Rovers | 0 – 0               | Liverpool |
| ---------------- | ------------------- | --------- |
|                  | (0 – 0) Jegyzőkönyv |           |

| Ewood Park, Blackburn (Anglia) Nézőszám: 29 660 Játékvezető: Martin Atkinson |

| 2009. december 13. 16:00 |

| Liverpool | 1 – 2               | Arsenal                      |
| --------- | ------------------- | ---------------------------- |
| Kuijt 41' | (1 – 0) Jegyzőkönyv | Johnson 50' (ög) Arsavin 58' |

| Anfield, Liverpool (Anglia) Nézőszám: 43 853 Játékvezető: Howard Webb |

| 2009. december 16. 20:00 |

| Liverpool           | 2 – 1               | Wigan Athletic |
| ------------------- | ------------------- | -------------- |
| N'Gog 9' Torres 79' | (1 – 0) Jegyzőkönyv | N'Zogbia 90+2' |

| Anfield, Liverpool (Anglia) Nézőszám: 41 116 Játékvezető: Phil Dowd |

| 2009. december 19. 12:45 |

| Portsmouth                 | 2 – 0               | Liverpool |
| -------------------------- | ------------------- | --------- |
| Belhadzs 33' Piquionne 82' | (1 – 0) Jegyzőkönyv |           |

| Fratton Park, Portsmouth (Anglia) Nézőszám: 20 534 Játékvezető: Lee Mason |

| 2009. december 26. 17:30 |

| Liverpool               | 2 – 0               | Wolverhampton Wanderers |
| ----------------------- | ------------------- | ----------------------- |
| Gerrard 62' Benajun 70' | (0 – 0) Jegyzőkönyv |                         |

| Anfield, Liverpool (Anglia) Nézőszám: 41 956 Játékvezető: Andre Marriner |

| 2009. december 29. 19:45 |

| Aston Villa | 0 – 1               | Liverpool    |
| ----------- | ------------------- | ------------ |
|             | (0 – 0) Jegyzőkönyv | Torres 90+3' |

| Villa Park, Birmingham (Anglia) Nézőszám: 42 788 Játékvezető: Lee Probert |

| 2010. január 16. 12:45 |

| Stoke City | 1 – 1               | Liverpool     |
| ---------- | ------------------- | ------------- |
| Huth 90'   | (0 – 0) Jegyzőkönyv | Kirjákosz 57' |

| Britannia Stadion, Stoke-on-Trent (Anglia) Nézőszám: 27 247 Játékvezető: Lee Mason |

| 2010. január 20. 20:00 |

| Liverpool              | 2 – 0               | Tottenham Hotspur |
| ---------------------- | ------------------- | ----------------- |
| Kuijt 6' 90+3' (11-es) | (1 – 0) Jegyzőkönyv |                   |

| Anfield, Liverpool (Anglia) Nézőszám: 42 016 Játékvezető: Howard Webb |

| 2010. január 26. 19:45 |

| Wolverhampton Wanderers | 0 – 0               | Liverpool |
| ----------------------- | ------------------- | --------- |
|                         | (0 – 0) Jegyzőkönyv |           |

| Molineux, Wolverhampton (Anglia) Nézőszám: 28 763 Játékvezető: Peter Walton |

| 2010. január 30. 15:00 |

| Liverpool                    | 2 – 0               | Bolton Wanderers |
| ---------------------------- | ------------------- | ---------------- |
| Kuijt 37' K. Davies 70' (ög) | (1 – 0) Jegyzőkönyv |                  |

| Anfield, Liverpool (Anglia) Nézőszám: 43 413 Játékvezető: Steve Bennett |

| 2010. február 6. 12:45 |

| Liverpool | 1 – 0               | Everton |
| --------- | ------------------- | ------- |
| Kuijt 54' | (0 – 0) Jegyzőkönyv |         |

| Anfield, Liverpool (Anglia) Nézőszám: 44 316 Játékvezető: Martin Atkinson |

| 2010. február 10. 19:45 |

| Arsenal   | 1 – 0               | Liverpool |
| --------- | ------------------- | --------- |
| Diaby 72' | (0 – 0) Jegyzőkönyv |           |

| Emirates Stadion, London (Anglia) Nézőszám: 60 046 Játékvezető: Howard Webb |

| 2010. február 21. 15:00 |

| Manchester City | 0 – 0               | Liverpool |
| --------------- | ------------------- | --------- |
|                 | (0 – 0) Jegyzőkönyv |           |

| City of Manchester, Manchester (Anglia) Nézőszám: 47 203 Játékvezető: Peter Walton |

| 2010. február 28. 15:00 |

| Liverpool              | 2 – 1               | Blackburn Rovers    |
| ---------------------- | ------------------- | ------------------- |
| Gerrard 20' Torres 44' | (2 – 1) Jegyzőkönyv | Andrews 40' (11-es) |

| Anfield, Liverpool (Anglia) Nézőszám: 42 795 Játékvezető: Alan Wiley |

| 2010. március 8. 20:00 |

| Wigan Athletic | 1 – 0               | Liverpool |
| -------------- | ------------------- | --------- |
| Rodallega 35'  | (1 – 0) Jegyzőkönyv |           |

| DW Stadium, Wigan (Anglia) Nézőszám: 17 427 Játékvezető: Andre Marriner |

| 2010. március 15. 20:00 |

| Liverpool                             | 4 – 1               | Portsmouth   |
| ------------------------------------- | ------------------- | ------------ |
| Torres 26' 77' Babel 28' Aquilani 32' | (3 – 0) Jegyzőkönyv | Belhadzs 88' |

| Anfield, Liverpool (Anglia) Nézőszám: 40 316 Játékvezető: Stuart Attwell |

| 2010. március 21. 13:30 |

| Manchester United             | 2 – 1               | Liverpool |
| ----------------------------- | ------------------- | --------- |
| Rooney 12' (11-esből) Pak 60' | (1 – 1) Jegyzőkönyv | Torres 5' |

| Old Trafford, Manchester (Anglia) Nézőszám: 75,216 Játékvezető: Howard Webb |

| 2010. március 28. 16:00 |

| Liverpool                 | 3 – 0               | Sunderland |
| ------------------------- | ------------------- | ---------- |
| Torres 3' 60' Johnson 32' | (2 – 0) Jegyzőkönyv |            |

| Anfield, Liverpool (Anglia) Nézőszám: 43 121 Játékvezető: Phil Dowd |

| 2010. április 4. 15:00 |

| Birmingham City | 1 – 1               | Liverpool   |
| --------------- | ------------------- | ----------- |
| Ridgewell 56'   | (0 – 0) Jegyzőkönyv | Gerrard 47' |

| St Andrew's, Birmingham (Anglia) Nézőszám: 27 909 Játékvezető: Martin Atkinson |

| 2010. április 11. 15:00 |

| Liverpool | 0 – 0               | Fulham |
| --------- | ------------------- | ------ |
|           | (0 – 0) Jegyzőkönyv |        |

| Anfield, Liverpool (Anglia) Nézőszám: 42 331 Játékvezető: Andre Marriner |

| 2010. április 19. 20:00 |

| Liverpool                            | 3 – 0               | West Ham United |
| ------------------------------------ | ------------------- | --------------- |
| Benajun 19' N'Gog 29' Green 59' (ög) | (2 – 0) Jegyzőkönyv |                 |

| Anfield, Liverpool (Anglia) Nézőszám: 37 697 Játékvezető: Peter Walton |

| 2010. április 24. 15:00 |

| Burnley | 0 – 4               | Liverpool                                 |
| ------- | ------------------- | ----------------------------------------- |
|         | (0 – 0) Jegyzőkönyv | Gerrard 52' 59' Rodríguez 74' Babel 90+4' |

| Turf Moor, Burnley (Anglia) Nézőszám: 21 553 Játékvezető: Phil Dowd |

| 2010. május 2. 13:30 |

| Liverpool | 0 – 2               | Chelsea                |
| --------- | ------------------- | ---------------------- |
|           | (0 – 1) Jegyzőkönyv | Drogba 33' Lampard 54' |

| Anfield, Liverpool (Anglia) Nézőszám: 44 375 Játékvezető: Alan Wiley |

| 2010. május 9. 16:00 |

| Hull City | 0 – 0               | Liverpool |
| --------- | ------------------- | --------- |
|           | (0 – 0) Jegyzőkönyv |           |

| KC Stadion, Kingston upon Hull (Anglia) Játékvezető: Andre Marriner |

### FA-kupa
| 2010. január 2. 19:45 |

| Reading    | 1 – 1               | Liverpool   |
| ---------- | ------------------- | ----------- |
| Church 24' | (1 – 1) Jegyzőkönyv | Gerrard 34' |

| Madejski Stadion, Reading (Anglia) Nézőszám: 23 656 Játékvezető: Martin Atkinson |

| 2010. január 13. 19:45 |

| Liverpool           | 1 – 2               | Reading                            |
| ------------------- | ------------------- | ---------------------------------- |
| Bertrand 45+1' (ög) | (1 – 0) Jegyzőkönyv | Sigurðsson 90+4' (11-es) Long 100' |

| Anfield, Liverpool (Anglia) Nézőszám: 31 063 Játékvezető: Phil Dowd |

### Ligakupa
| 2009. szeptember 22. 19:45 |

| Leeds United | 0 – 1               | Liverpool |
| ------------ | ------------------- | --------- |
|              | (0 – 0) Jegyzőkönyv | N'Gog 66' |

| Elland Road, Leeds (Anglia) Nézőszám: 36 138 Játékvezető: Alan Wiley |

| 2009. október 28. 19:45 |

| Arsenal                 | 2 – 1               | Liverpool |
| ----------------------- | ------------------- | --------- |
| Mérida 19' Bendtner 50' | (1 – 1) Jegyzőkönyv | Insúa 26' |

| Emirates Stadion, London (Anglia) Nézőszám: 60 004 Játékvezető: Alan Wiley |

### Bajnokok Ligája
| 2009. szeptember 16. 19:45 |

| Liverpool   | 1 – 0               | Debrecen |
| ----------- | ------------------- | -------- |
| Kuijt 45+1' | (1 – 0) Jegyzőkönyv |          |

| Anfield, Liverpool (Anglia) Nézőszám: 41 591 Játékvezető: Pedro Proença (POR) |

| 2009. szeptember 29. 19:45 |

| Fiorentina      | 2 – 0               | Liverpool |
| --------------- | ------------------- | --------- |
| Jovetić 28' 37' | (2 – 0) Jegyzőkönyv |           |

| Stadio Artemio Franchi, Firenze (Olaszország) Játékvezető: Felix Brych (GER) |

| 2009. október 20. 19:45 |

| Liverpool   | 1 – 2               | Lyon                       |
| ----------- | ------------------- | -------------------------- |
| Benájún 41' | (1 – 0) Jegyzőkönyv | Gonalons 72' Delgado 90+1' |

| Anfield, Liverpool (Anglia) Nézőszám: 41 562 Játékvezető: Alberto Undiano Mallenco (ESP) |

| 2009. november 4. 19:45 |

| Lyon      | 1 – 1               | Liverpool |
| --------- | ------------------- | --------- |
| López 90' | (0 – 0) Jegyzőkönyv | Babel 83' |

| Stade Gerland, Lyon (Franciaország) Nézőszám: 39 180 Játékvezető: Frank De Bleeckere (BEL) |

| 2009. szeptember 24. 20:45 |

| Debrecen | 0 – 1               | Liverpool |
| -------- | ------------------- | --------- |
|          | (0 – 1) Jegyzőkönyv | N'Gog 4'  |

| Puskás Ferenc Stadion, Budapest (Magyarország) Játékvezető: Bjorn Kuipers (NED) |

| 2009. december 9. 19:45 |

| Liverpool   | 1 – 2               | Fiorentina                    |
| ----------- | ------------------- | ----------------------------- |
| Benájún 43' | (1 – 0) Jegyzőkönyv | Jørgensen 63' Gilardino 90+2' |

| Anfield, Liverpool (Anglia) Nézőszám: 40 863 Játékvezető: Damir Skomina (SLO) |

### Európa-liga
| 2010. február 18. 20:05 |

| Liverpool | 1 – 0               | Unirea Urziceni |
| --------- | ------------------- | --------------- |
| N'Gog 81' | (1 – 0) Jegyzőkönyv |                 |

| Anfield, Liverpool (Anglia) Nézőszám: 40 450 Játékvezető: Eric Braamhaar (NED) |

| 2010. február 25. 20:00 |

| Unirea Urziceni     | 1 – 3               | Liverpool                            |
| ------------------- | ------------------- | ------------------------------------ |
| Bruno Fernandes 19' | (1 – 2) Jegyzőkönyv | Mascherano 30' Babel 41' Gerrard 57' |

| Steaua Stadion, Bukarest (Románia) Játékvezető: Stefan Johannesson (SWE) |

| 2010. március 11. 18:00 |

| Lille      | 1 – 0               | Liverpool |
| ---------- | ------------------- | --------- |
| Hazard 85' | (0 – 0) Jegyzőkönyv |           |

| Stadium Lille-Metropole, Lille (Franciaország) Nézőszám: 18 000 Játékvezető: Alan Larsen (DEN) |

| 2010. március 18. 20:05 |

| Liverpool                         | 3 – 0               | Lille |
| --------------------------------- | ------------------- | ----- |
| Gerrard 9' (11-es) Torres 49' 89' | (1 – 0) Jegyzőkönyv |       |

| Anfield, Liverpool (Anglia) Nézőszám: 38 139 Játékvezető: Nicola Rizzoli (ITA) |

| 2010. április 1. 20:05 |

| Benfica                         | 2 – 1               | Liverpool |
| ------------------------------- | ------------------- | --------- |
| Cardozo 59' (11-es) 79' (11-es) | (0 – 1) Jegyzőkönyv | Agger 9'  |

| Estádio da Luz, Lisszabon (Portugália) Nézőszám: 62 629 Játékvezető: Jonas Eriksson (SWE) |

| 2010. április 8. 20:05 |

| Liverpool                          | 4 – 1               | Benfica     |
| ---------------------------------- | ------------------- | ----------- |
| Kuijt 27' Lucas 34' Torres 59' 82' | (2 – 0) Jegyzőkönyv | Cardozo 70' |

| Anfield, Liverpool (Anglia) Nézőszám: 42 377 Játékvezető: Björn Kuipers (NED) |

| 2010. április 22. 20:05 |

| Atlético Madrid | 1 – 0               | Liverpool |
| --------------- | ------------------- | --------- |
| Forlán 9'       | (1 – 0) Jegyzőkönyv |           |

| Vicente Calderón Stadion, Madrid (Spanyolország) Nézőszám: 54 851 Játékvezető: Laurent Duhamel (FRA) |

| 2010. április 29. 20:05 |

| Liverpool                | 2 – 1               | Atlético Madrid |
| ------------------------ | ------------------- | --------------- |
| Aquilani 44' Benajun 95' | (1 – 0) Jegyzőkönyv | Forlán 102'     |

| Anfield, Liverpool (Anglia) Nézőszám: 42 040 Játékvezető: Terje Hauge (NOR) |

## Statisztikák
Utoljára frissítve: 2010. május 9.

### Pályára lépések
A szezon 56 tétmérkőzésén összesen 32 játékos lépett pályára a Liverpool színeiben.
| #  | Nemz.         | Poszt | Játékos              | PL | FA-kupa | Ligakupa | BL+EL | Egyéb | Összesen |
| -- | ------------- | ----- | -------------------- | -- | ------- | -------- | ----- | ----- | -------- |
| 23 | Anglia        | V     | Jamie Carragher      | 37 | 2       | 1        | 5+8   | 0     | 53       |
| 18 | Hollandia     | KP    | Dirk Kuijt           | 37 | 2       | 1        | 6+7   | 0     | 53       |
| 25 | Spanyolország | K     | José Manuel Reina    | 38 | 1       | 0        | 5+8   | 0     | 52       |
| 21 | Brazília      | KP    | Lucas Leiva          | 34 | 2       | 0        | 5+8   | 0     | 49       |
| 8  | Anglia        | KP    | Steven Gerrard       | 33 | 2       | 1        | 5+8   | 0     | 49       |
| 20 | Argentína     | KP    | Javier Mascherano    | 34 | 0       | 1        | 5+8   | 0     | 48       |
| 22 | Argentína     | V     | Emiliano Insúa       | 31 | 2       | 1        | 6+4   | 0     | 44       |
| 15 | Izrael        | KP    | Josszí Benájún       | 29 | 2       | 1        | 6+6   | 0     | 44       |
| 19 | Hollandia     | KP    | Ryan Babel           | 25 | 1       | 2        | 3+7   | 0     | 38       |
| 24 | Franciaország | CS    | David N'Gog          | 24 | 2       | 2        | 3+6   | 0     | 37       |
| 5  | Dánia         | V     | Daniel Agger         | 23 | 1       | 0        | 4+8   | 0     | 36       |
| 2  | Anglia        | V     | Glen Johnson         | 25 | 0       | 1        | 3+6   | 0     | 35       |
| 9  | Spanyolország | CS    | Fernando Torres      | 22 | 2       | 1        | 4+4   | 0     | 33       |
| 37 | Szlovákia     | V     | Martin Škrtel        | 19 | 2       | 1        | 4+2   | 0     | 28       |
| 4  | Olaszország   | KP    | Alberto Aquilani     | 18 | 2       | 1        | 2+3   | 0     | 26       |
| 12 | Brazília      | V     | Fábio Aurélio        | 14 | 1       | 1        | 5+2   | 0     | 23       |
| 16 | Görögország   | V     | Szotíriosz Kirjákosz | 14 | 0       | 2        | 1+3   | 0     | 20       |
| 17 | Argentína     | KP    | Maxi Rodríguez       | 17 | 0       | 0        | 0     | 0     | 17       |
| 11 | Spanyolország | KP    | Albert Riera         | 12 | 0       | 1        | 1+2   | 0     | 16       |
| 10 | Ukrajna       | CS    | Andrij Voronyin      | 8  | 0       | 1        | 3     | 0     | 12       |
| 27 | Svájc         | V     | Philipp Degen        | 7  | 1       | 2        | 0+1   | 0     | 11       |
| 31 | Marokkó       | KP    | Nabil ez-Zahr        | 3  | 0       | 0        | 0+4   | 0     | 7        |
| 47 | Spanyolország | CS    | Daniel Pacheco       | 3  | 0       | 0        | 1+2   | 0     | 6        |
| 40 | Spanyolország | V     | Daniel Ayala         | 5  | 0       | 0        | 0     | 0     | 5        |
| 26 | Anglia        | KP    | Jay Spearing         | 3  | 0       | 2        | 0     | 0     | 5        |
| 38 | Olaszország   | V     | Andrea Dossena       | 2  | 0       | 1        | 2     | 0     | 5        |
| 1  | Brazília      | K     | Diego Cavalieri      | 0  | 1       | 2        | 1     | 0     | 4        |
| 32 | Anglia        | V     | Stephen Darby        | 1  | 1       | 0        | 1     | 0     | 3        |
| 34 | Anglia        | V     | Martin Kelly         | 1  | 0       | 0        | 1+1   | 0     | 3        |
| 39 | Anglia        | CS    | Nathan Eccleston     | 1  | 0       | 1        | 0     | 0     | 2        |
| 49 | Anglia        | V     | Jack Robinson        | 1  | 0       | 0        | 0     | 0     | 1        |
| 28 | Franciaország | KP    | Damien Plessis       | 0  | 0       | 1        | 0     | 0     | 1        |

### Gólszerzők
| #  | Nemz.         | Poszt | Játékos              | PL | FA-kupa | Ligakupa | BL+EL | Egyéb | Összesen |
| -- | ------------- | ----- | -------------------- | -- | ------- | -------- | ----- | ----- | -------- |
| 9  | Spanyolország | CS    | Fernando Torres      | 18 | 0       | 0        | 0+4   | 0     | 22       |
| 8  | Anglia        | KP    | Steven Gerrard       | 9  | 1       | 0        | 0+2   | 0     | 12       |
| 18 | Hollandia     | KP    | Dirk Kuijt           | 9  | 0       | 0        | 1+1   | 0     | 11       |
| 15 | Izrael        | KP    | Josszí Benájún       | 6  | 0       | 0        | 2+1   | 0     | 9        |
| 24 | Franciaország | CS    | David N'Gog          | 5  | 0       | 1        | 1+1   | 0     | 8        |
| 19 | Hollandia     | KP    | Ryan Babel           | 4  | 0       | 0        | 1+1   | 0     | 6        |
| 2  | Anglia        | V     | Glen Johnson         | 3  | 0       | 0        | 0     | 0     | 3        |
| 16 | Görögország   | V     | Szotíriosz Kirjákosz | 2  | 0       | 0        | 0     | 0     | 2        |
| 4  | Olaszország   | KP    | Alberto Aquilani     | 1  | 0       | 0        | 0+1   | 0     | 2        |
| 17 | Argentína     | KP    | Maxi Rodríguez       | 1  | 0       | 0        | 0     | 0     | 1        |
| 37 | Szlovákia     | V     | Martin Škrtel        | 1  | 0       | 0        | 0     | 0     | 1        |
| 22 | Argentína     | V     | Emiliano Insúa       | 0  | 0       | 1        | 0     | 0     | 1        |
| 5  | Dánia         | V     | Daniel Agger         | 0  | 0       | 0        | 0+1   | 0     | 1        |
| 20 | Argentína     | KP    | Javier Mascherano    | 0  | 0       | 0        | 0+1   | 0     | 1        |